# Skandinaviska Jutefabriken
Skandinaviska Jutefabriken är ett tidigare svenskt industriföretag i Oskarström, vilket tillverkade bland annat juteväv för jutesäckar. Det startade 1 april 1890 och hade redan från början 600 anställda. Fabriken byggdes upp på rekordtid, nio månader. Fabriken lades ned 2011.

## Historik
Kompetent personal visade sig vara omöjligt att hitta inom riket, både i närheten och på andra orter. Företaget fick värva halva arbetsstyrkan från utlandet och då framförallt Tyskland, Böhmen-Mähren och Polen. Ett av dessa förvärv var medgrundaren Wilhelm Brauns, som emigrerade från Tyskland 1889. Sockerbetsarbetare flyttade själva, eller värvades på hösten, till Oskarström, för att över vintern arbeta på Jutefabriken. En del återvände på våren till sockerbetsfälten, andra stannade i Oskarström. Samhället fick på så sätt redan från början ett markant inslag av invandrare, som genom alla decennier förblivit en del av Oskarström.
År 1891 fick Oskarström sin första skolbyggnad Maredsskolan som byggdes med hjälp av företaget. Vid järnvägsstationen byggde Jutefabriken 1894 ett magasin för att få lagerhållning jämte spåret och med hjälp av eget industrispår in på egna industriområdet, kunde de lätt få ut och in material. Inne på fabriksområdet fanns det en bruksaffär där arbetarna handlade enligt ett trucksystem, där en del av lönen utbetalades i anvisningar eller polletter, som var gjorda av gummi och var betalningsmedlet i butiken.
År 1896 utökades tillverkningen med att även omfatta linneväveri med namnet Oskarströms Linnefabrik och det tillverkade då alla slags blekta och oblekta lin- och blångarner, samt blekta och oblekta linnevävnader. Företaget behövde anställa mer personal, men det rådde bostadsbrist på orten, trots att bolaget uppförde flera arbetarbostäder (kaserner) och uppmuntrade till egnahemsbyggen. Som mest fanns det 15 arbetarkaserner i fyrkant med ett grönområde i mitten som byggdes på 1910-talet, men numera är alla rivna.
När det under årens lopp blivit mindre lönsamt med tillverkningen av en produkt, lade företaget om till annan verksamhet, som textiltapeter i jute och lin samt golvfilt och senare även glasfiberväv. På så vis kunde fabriken leva vidare och var en av Hallands äldsta, när beslut om nedläggning togs 2011. Den dåvarande ägaren Johns Manville, som förvärvade den av Tasso AB 1998, valde då att flytta tillverkningen av glasfiberväv till sin anläggning i Helsingborg, som ansågs mer modern.

## Konflikter
Redan första året blev det missnöje bland de 300 svenska arbetarna och de deltog i en strejk eftersom de var missnöjda med lönen. Den tyska arbetskraften hade mer än dubbelt så hög lön. Efter en veckas strejk träffades en kompromissuppgörelse: lönen höjdes med ett öre, från åtta till nio/timme. I början av 1893 var det åter oroligt på Jutefabriken. Då gällde missnöjet anställningskontrakten och 560 av de 600 arbetarna strejkade. Landshövdingen fick medla och strejken blev därför kortvarig.
År 1899 togs initiativ till att bilda en fackorganisation. Företaget slog bakut och sade att alla som var med i fackföreningen skulle mista sitt arbete och de skulle även avhysa dem som bodde i företagets fastigheter. Kyrkoherde Friedlander i Slättåkra höll helt med företaget och i straffpredikan till arbetarna sa han “Den som är medlem av fackförening har skrivit under sin egen dödsdom för tid och evighet”. “Att gå in i en fackförening är att sälja sig till den onde”. Då tog Hallandspostens redaktör Viktor Larsson ställning för arbetarna och skrev en artikel i tidningen som avslutades med “I varje fall passar templet föga för förkunnandet af den religion som predikas af Kyrkoherde Friedlander och utgör det grövsta vanhelgandet af den kärleks- och mänsklighets ideal som en gång tolkades af kristendomens stiftare”.
Arbetarna vägrade att följa företagsledningen och därför stängdes fabriken och driften återupptogs efterhand i begränsad omfattning med hjälp av oorganiserad arbetskraft. Extra polis vaktade, men behövde ej ingripa. I början av april avhyste företaget sju arbetarfamiljer som bodde i företagets lägenheter. Endast en mindre del av de anställda återgick till arbetet, så företaget fick leta efter ny arbetskraft, mest från utlandet. Från ett flertal länder anställdes närmare 300 arbetare, och det blev stor besvikelse bland invånarna i samhället.
Arbetarna började svikta och sökte kontakt med fabrikör Alfred Wallberg[förklaring behövs] för att få slut på konflikten. Man var beredd att lämna Arbetarpartiet och bara ha en lokal förening, men med bl.a. hänsyn till de nyanställda, vägrade bolaget att följa önskemålet. Konflikten upphörde av sig själv, men blockaden varade till 1904. År 1906 gick Jutefabrikens arbetare med i Textilarbetarförbundet, och samma år bildades Oskarström Arbetarkommun.
Nu blev det inte lugnt så länge, för 1909 kom den landsomfattande Storstrejken och arbetarrörelsen gick ett stort nederlag till mötes. När konflikten avvecklades, fick alla som återtogs i arbete, skriftligen förbinda sig att inte tillhöra någon organisation som sorterade under LO. Efter Storstrejken blev strejkledarna på fabriken svartlistade och fick emigrera till USA. Fackföreningarna lade ner sin verksamhet och arbetarkommunen gick under jorden och först 1912 framträdde den åter öppet.